# Touche (rugby à XV)
Pour les articles homonymes, voir Touche.

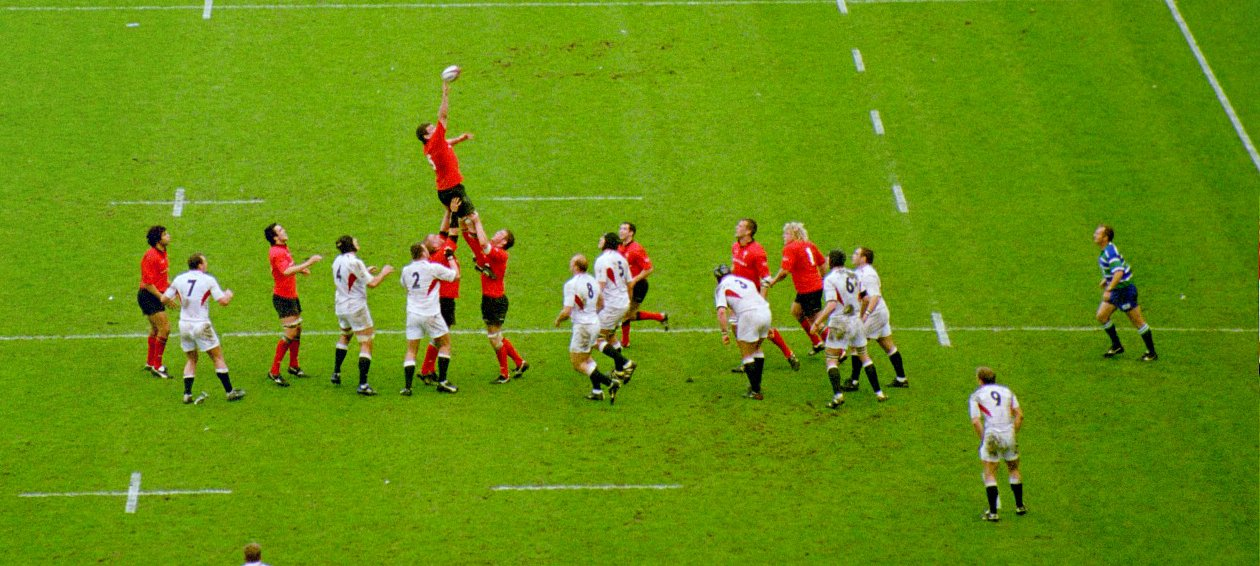
Touche de l'équipe du pays de Galles (en rouge) contre l'équipe d'Angleterre (en blanc) lors du Tournoi des Six Nations 2004.

Au rugby à XV, on appelle touche la remise en jeu consécutive à la sortie du ballon par les côtés du terrain. Pendant cette phase-clef du rugby à XV, les joueurs des deux équipes s'alignent.

## Règles
Les règles sont les suivantes.

### Sortie de balle

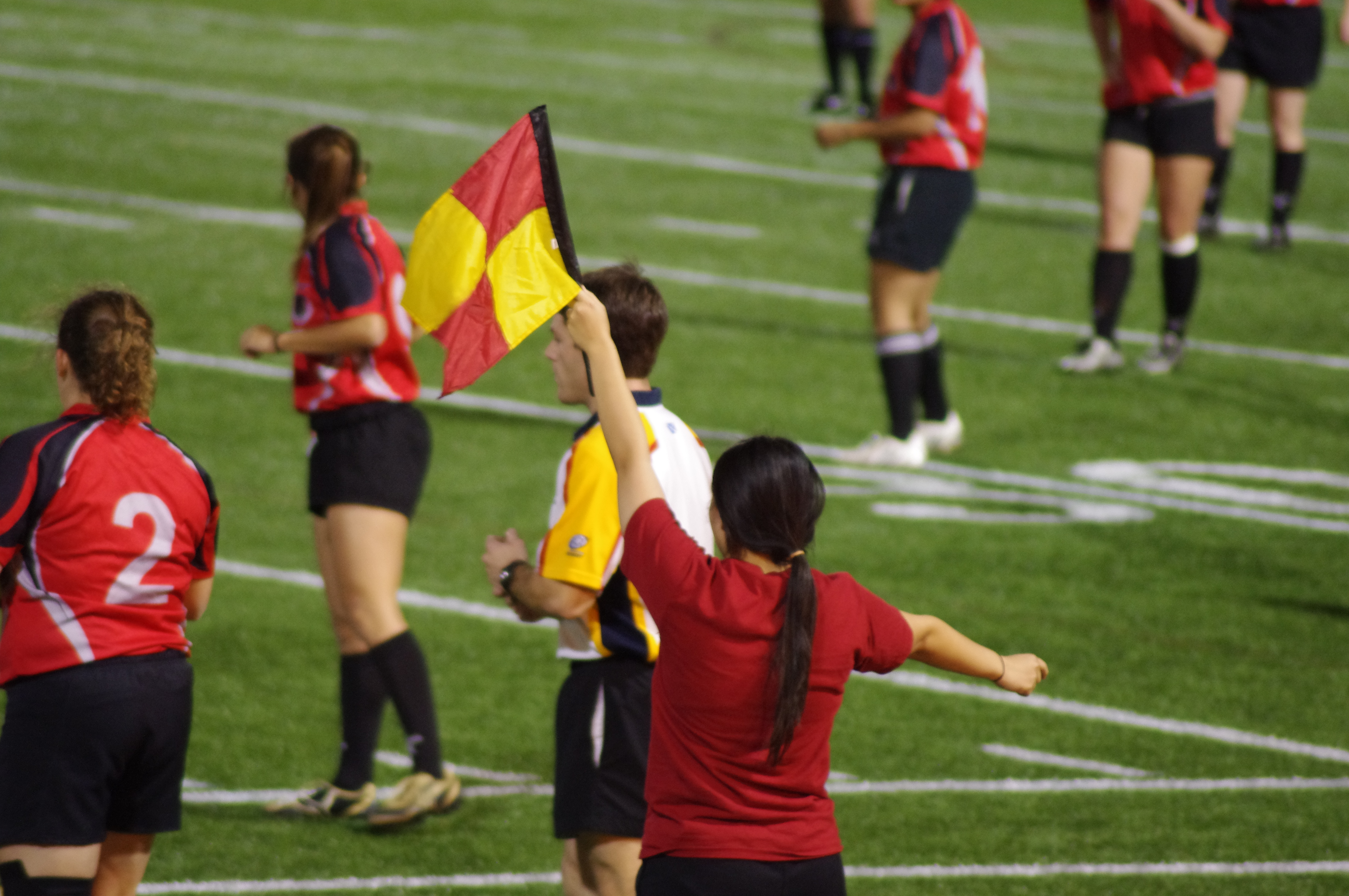
Une arbitre de touche signale le lieu de sortie du ballon, et l'équipe bénéficiant du lancer.

Le ballon est en touche lorsqu'un joueur portant le ballon met un pied sur la ligne de touche ou sur le sol au-delà de cette ligne. Si un joueur a sauté avant de franchir la ligne de touche  et qu'il a passé ou dévié le ballon avant d’atterrir, le jeu continue. Il en est de même s'il prend appui hors du terrain et retombe à l'intérieur de ce dernier
Une fois le ballon en touche, le jeu cesse alors brièvement et une remise en touche est effectuée à l'endroit où le ballon a franchi la ligne de touche, avec lancer en faveur de l'équipe adverse à celle qui a en dernier frappé, joué ou touché le ballon. Il y a plusieurs exceptions à cette règle :
- Une touche ne peut être accordée à moins de cinq mètres d'une ligne de but, même lorsque le ballon sort du terrain entre l'en-but et la ligne des 5 m.
- Depuis 2021, si un botteur récupère la balle dans son camp et réussit à l'envoyer en touche (avec au minimum 1 rebond) dans les 22 m adverses, son équipe conserve l'avantage du lancer. C'est la « règle du 50-22 ».
- Si un botteur a récupéré et frappé directement (sans rebond dans le terrain) en touche la balle dans ses 22 m, alors la remise en touche est bien effectuée à hauteur de la sortie de balle. Le ballon doit avoir été récupéré de l'adversaire dans les 22 m, il ne peut pas avoir franchi la ligne des 22 m par une course ou une passe. Dans tous les autres cas, lorsque le ballon sort directement en touche à la suite d'un coup de pied, la remise en jeu est effectuée à hauteur de la frappe, non de la sortie de balle.
- Enfin, s'il s'agit d'un coup de pied de pénalité, le botteur peut frapper directement en touche, la remise en jeu s'effectuant à hauteur de la sortie de balle et en faveur de son équipe.

L'arbitre de touche se déplace alors jusqu'au lieu de sortie de la balle, y lève son drapeau, et indique avec son bras l'équipe bénéficiant du lancer.
Il est à noter que sortir en touche avec le ballon est accepté, mais volleyer volontairement un ballon en touche, pour empêcher un adversaire de s'en saisir par exemple, est passible d'une pénalité.

### Alignement

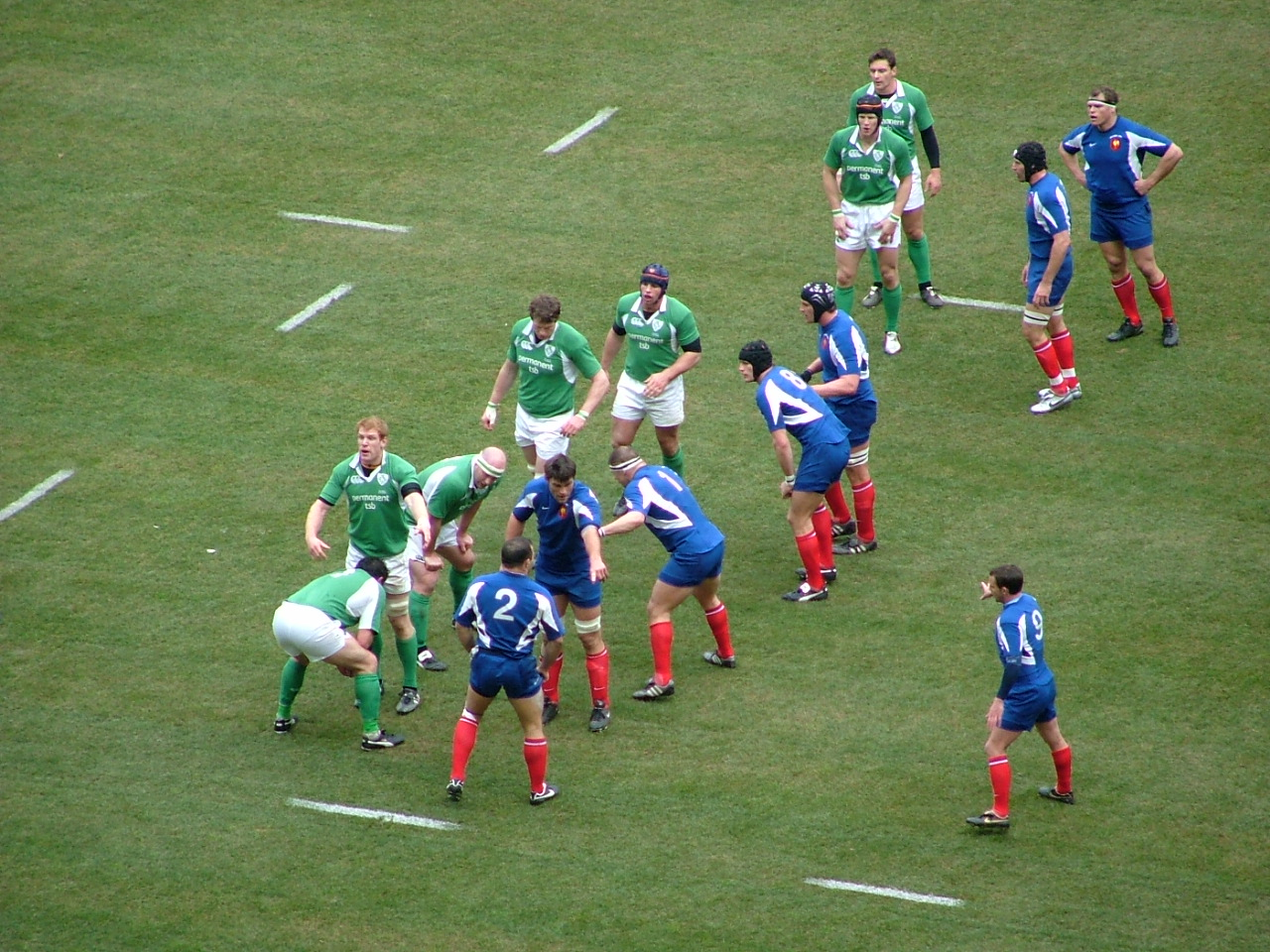
Deux équipes alignées pour la touche.

La touche se dispute avec au moins deux joueurs de chaque équipe qui représentent deux lignes perpendiculaires à la ligne de touche. Les deux alignements de joueurs sont séparés par un couloir de 1 m minimum et se tiennent entre les lignes des 5 mètres et celle des 15 mètres. L'équipe qui bénéficie de la touche et qui la remet en jeu choisit le nombre de joueurs (entre 2 et 14 sans le lanceur, généralement entre 2 et 7) qui forment l'alignement. Les adversaires peuvent en aligner moins s'ils le désirent mais s'ils en mettent davantage, c'est une faute sanctionnée par un coup franc.

### Lancer

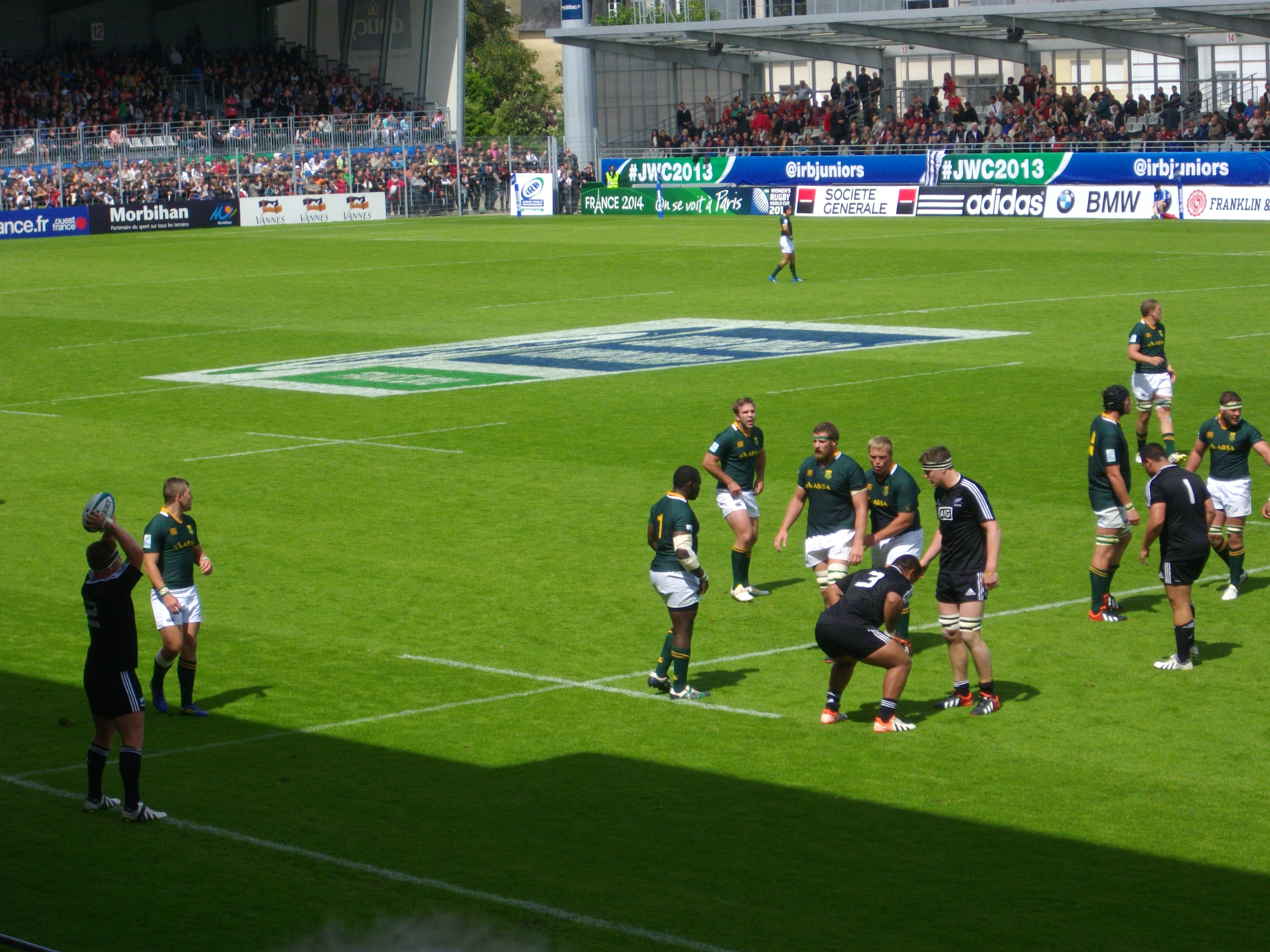
Le talonneur (à gauche, avec le numéro 2) s'apprête à effectuer le lancer.

Le lanceur est de l'équipe adverse à celle du dernier joueur à avoir touché le ballon avant qu'il ne franchisse le plan de la ligne de touche, sauf en cas de 50-22 ou de pénalité. Dans le cas de la pénalité, si le botteur a tapé directement en touche, c'est son équipe qui aura le lancer. Chercher la touche lors d'une pénalité est une stratégie courante, soit parce qu'il parait trop difficile de marquer trois points sur la pénalité (en faisant franchir les poteaux au ballon), soit, pour essayer de marquer plus de 3 points en marquant un essai après la touche. 
C'est souvent le talonneur qui est le lanceur. Placé hors du terrain, le lanceur lance le ballon en ligne droite entre les deux alignements séparées de 2 mètres l'une de l'autre. Le ballon doit parcourir au moins 5 m. 
Si le lancer n'est pas correct, l'équipe adverse choisit de refaire la remise en jeu à son profit ou de jouer une mêlée à 15 m de la ligne de touche. Pour récupérer le ballon, certains joueurs sont soulevés par leurs partenaires.

### Touche rapide
Une touche peut être jouée rapidement si le ballon n'a pas touché une autre personne que le joueur effectuant la remise en jeu. Dans ce cas, le lancer peut être effectué droit ou vers l'arrière même si les joueurs partenaires et adversaires ne se sont pas encore alignés, et doit parcourir 5 m.

## Stratégies en touche

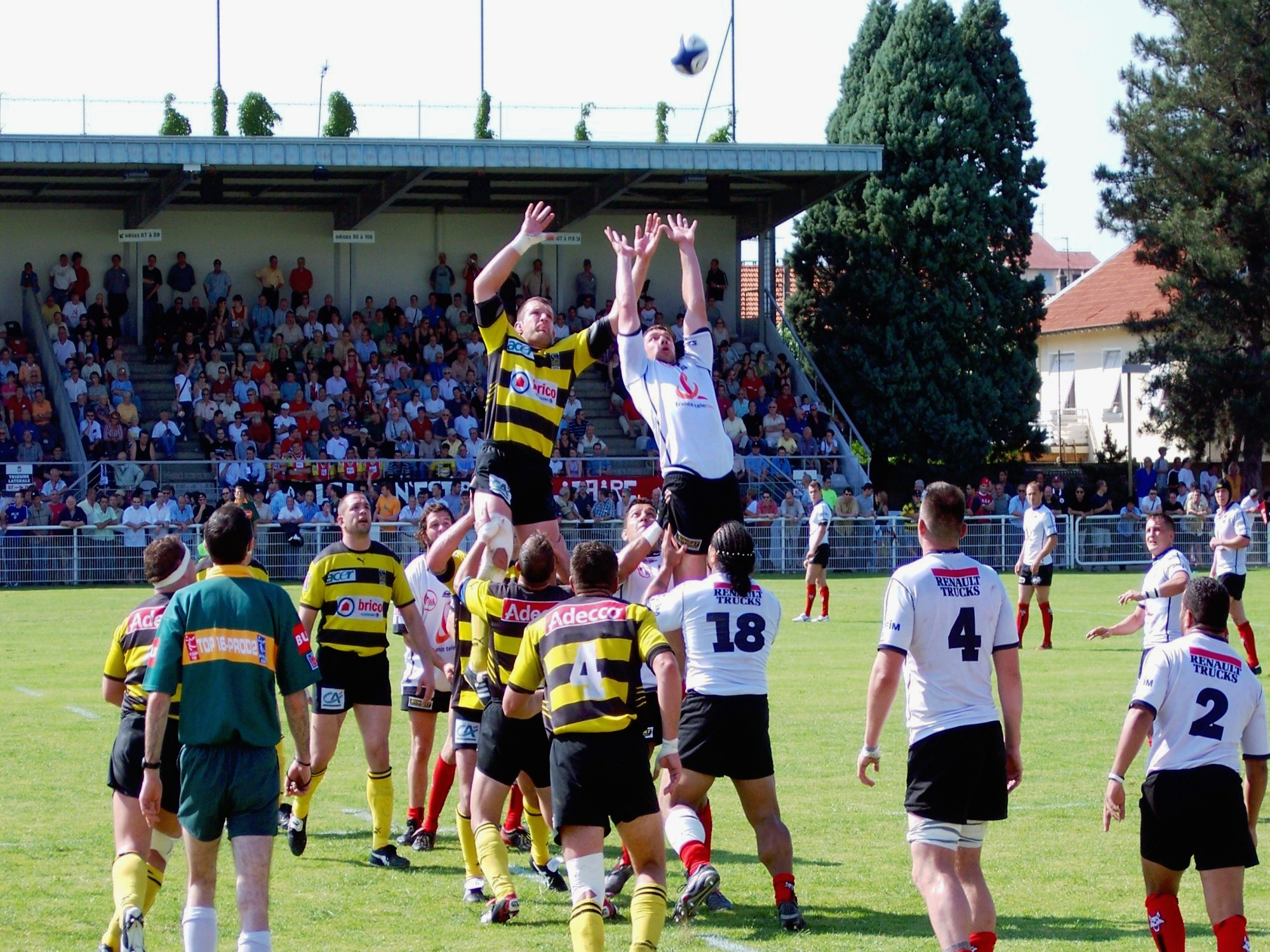
Une fois le ballon lancé, les deux équipes se disputent la balle.

Une fois le lancer effectué, les deux équipes se disputent la balle : des joueurs alignés sautent pour tenter de capter le ballon ou le dévier, vers le demi de mêlée ordinairement. Un sauteur peut être soutenu par ses partenaires et même porté (c'est « l'ascenseur »), une pratique toujours tolérée par l'arbitre. Un joueur en l'air ne peut être poussé ou plaqué, seul un contact épaule contre épaule est permis. Tout autre geste volontaire sur l'adversaire est interdit et considéré comme du jeu dangereux dont le résultat est une pénalité, parfois complétée d'un carton jaune lorsque le geste met en cause l'intégrité physique du joueur victime. La pénalité est alors frappée sur la ligne des 15 m.
L'avantage pour une équipe de disposer du lancer est de savoir (grâce à un code) où et comment sera lancé le ballon par le talonneur. Cela permet de prévoir non seulement une méthode pour gagner la balle, mais aussi un lancement de jeu tactique qui y fait suite, en attaque ou défense. Les défenseurs peuvent choisir de ne pas tenter de capter la balle, mais se tenir prêts à attaquer le porteur dès qu'il la reçoit (et retouche le sol). Dès que le ballon passe la ligne des 15 m, directement ou non, il peut être joué par n'importe qui et l'alignement est fini.

## Changements majeurs des règles dans l'histoire
Les règles ont varié dans le temps : espace entre les deux alignements, possibilité de soulever son partenaire, possession du ballon après une pénalité… D'une zone de non-droit, la touche est devenue très codifiée.

## Galerie

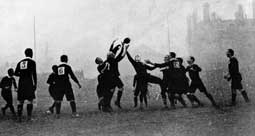
Pays de Galles contre la Nouvelle-Zélande en 1905.
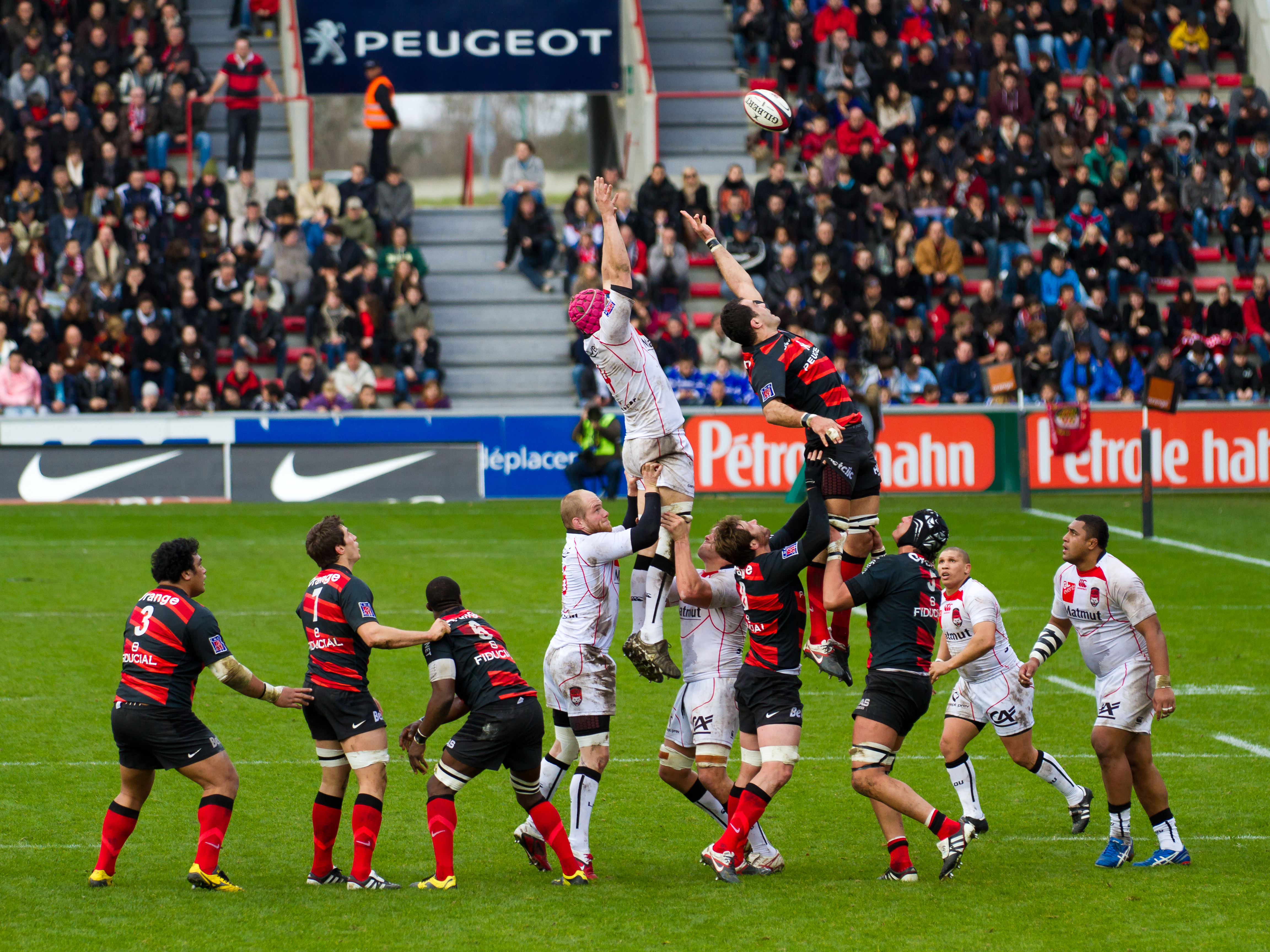
Stade toulousain contre le Lyon olympique universitaire, en 2012.
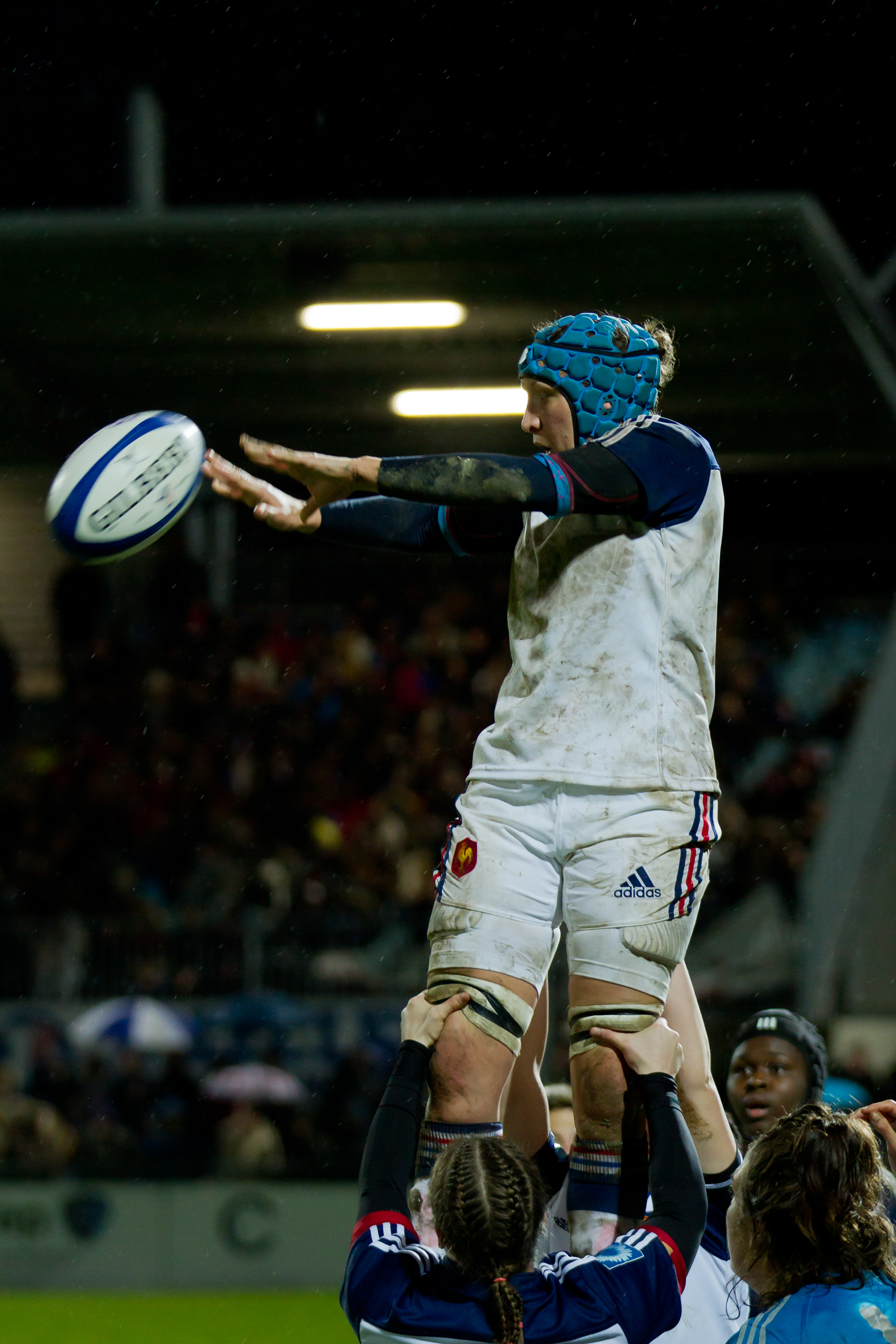
France vs Italie, 6 nations féminin 2014.
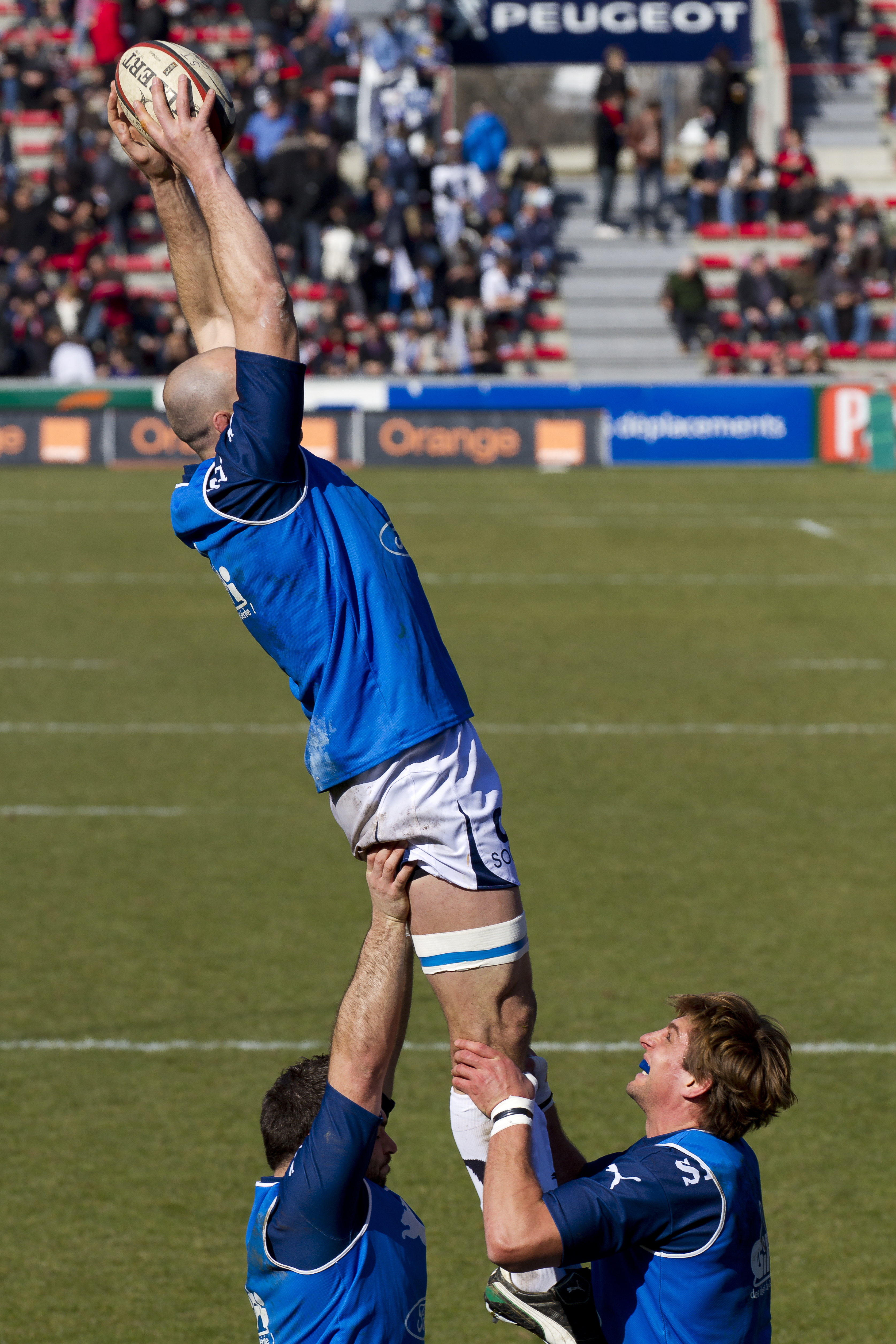
SU Agen s'échauffe pour une rencontre de Top 14.
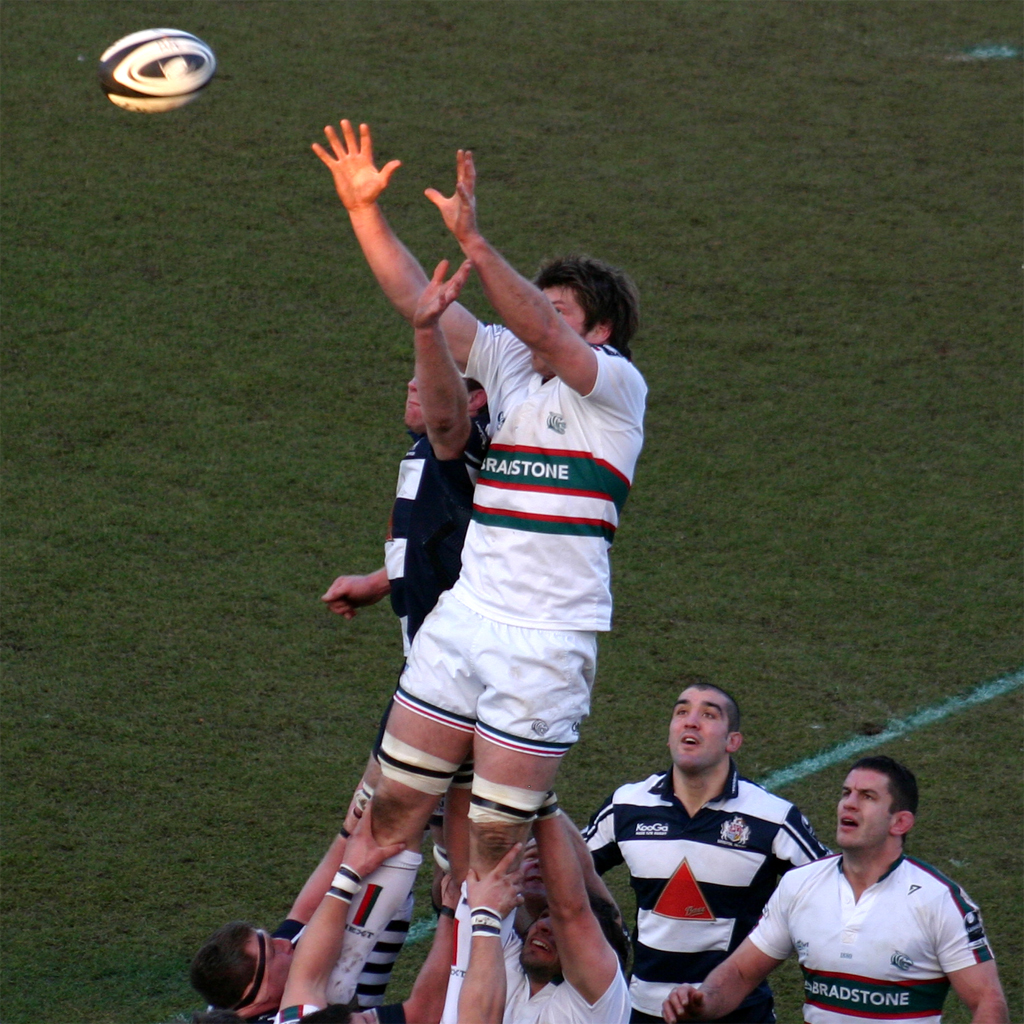
Touche pendant une rencontre Leicester-Bristol, en 2005.
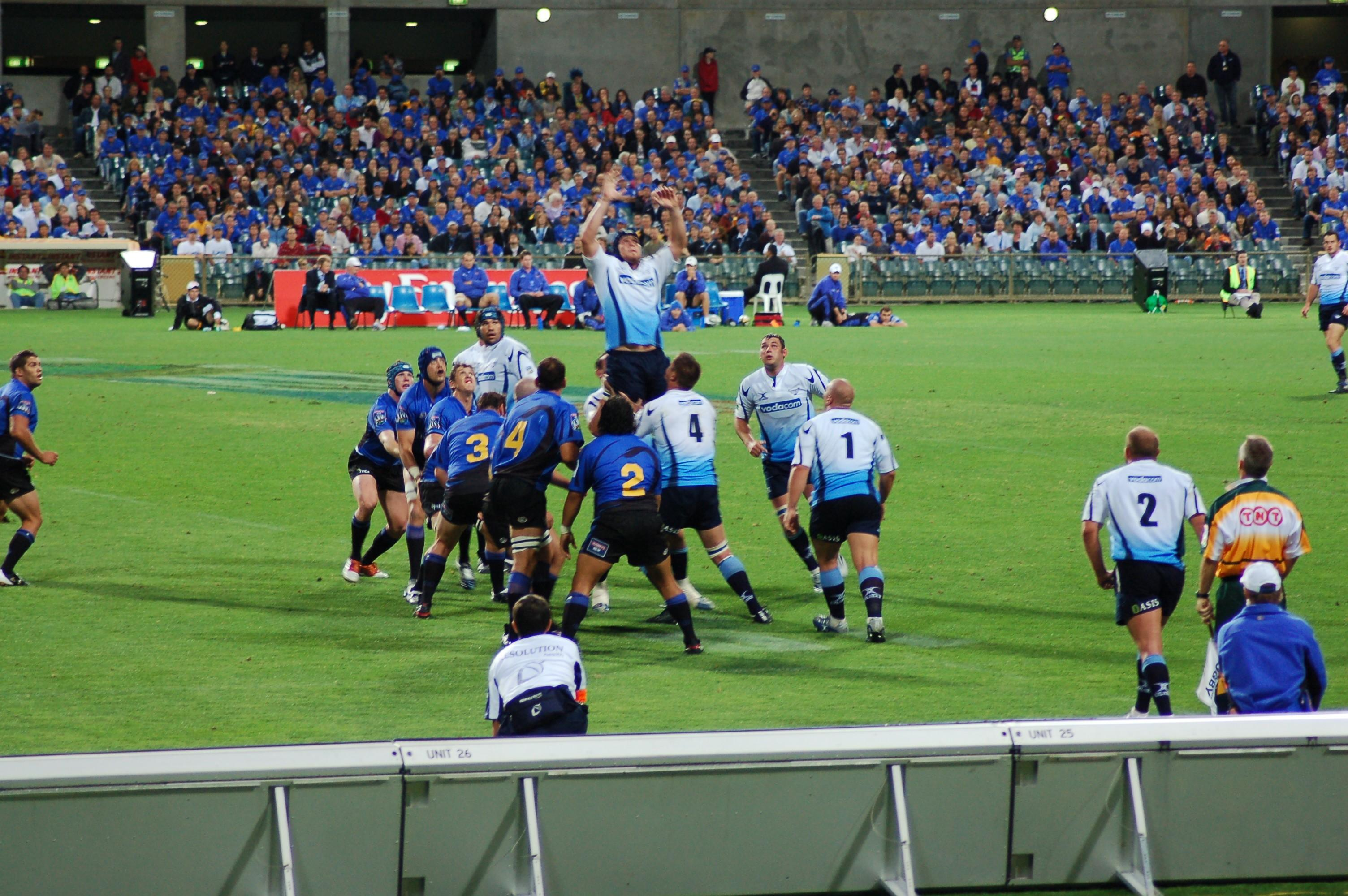
Touche Bulls-Western Force, en Super 14 2006.